# Ramón Freire
Ramón Freire y Serrano (ur. 29 listopada 1787 w Santiago, zm. 9 grudnia 1851) – chilijski polityk i oficer. Jako prezydent kraju urzędował od 1823 do 1826 oraz w 1827.

## Początki kariery politycznej
Freire urodził się jako syn hiszpańskiego oficera kolonialnego. Gdy miał 16 lat, zmarli jego rodzice. Niedługo potem Ramón Freire rozpoczął pracę w sklepie w Concepción, a w 1816 wstąpił do Armii Niepodległości.
Będąc pod rozkazami gen. José de San Martína, dowodził jedną z dywizji i brał czynny udział w wojnie o niepodległość w mieście Talca. Po bitwie pod Maipú w 1818 został awansowany do stopnia pułkownika.
W 1819 został powołany na dowódcę wojskowego w Concepción, gdzie walczył w potyczkach z nieregularnymi oddziałami partyzanckimi.
Stosunki między Freire a dowódcą ruchu wyzwoleńczego Bernardo O’Higginsem pogorszyły się wyraźnie. Liberalny Freire opowiadał się za zdecentralizowanym ustrojem państwowym z daleko idącą niezależnością administracji poszczególnych prowincji i stawał tym samym w opozycji do rządu centralnego w Santiago.
W 1822 Ramón Freire zwołał zgromadzenie prowincji i ogłosił na nim swoją dymisję, uzasadniając ją tym, że rząd, który on powołał, nie był do tego legitymizowany. Zgromadzenie przyjęło jego rezygnację. Wkrótce jednak ponownie powołało go na to stanowisko.

## Prezydentura
Krótko potem, 28 stycznia 1823 O’Higgins musiał ustąpić ze stanowiska naczelnika państwa i jego junta (Congreso Plenipotenciario) przejęła jego stanowisko. Freire maszerował ze swoimi oddziałami do Santiago i dokonał przewrotu. 5 kwietnia 1823 junta musiała ustąpić, a sam Ramón Freire przejął na cztery miesiące urząd głowy państwa (Director Supremo), do czasu gdy władzę przekazał nowej juncie, która składała się z przedstawicieli ówczesnych trzech chilijskich prowincji. Jednak po trzech tygodniach 2 września 1823 Freire znowu objął samodzielne rządy jako Director Supremo.
Zesłał O’Higginsa na wygnanie i skupił się na konstruowaniu nowego porządku ustrojowego dla Chile. Zniósł niewolnictwo i wprowadził z powrotem wolność prasy. Zwołał nowy kongres, który wypracował nową ustawę zasadniczą. Kiedy osiągnął te najważniejsze cele swojego urzędowania, przekazał faktycznie kompetencje swojemu zastępcy Francisco de la Lastrze i wyruszył ze swoją armią na południe, by podbić tam wyspę Chiloé, na której schronienie znalazły ostatnie oddziały hiszpańskiej armii.
Konstytucja z roku 1823 spotkała się z powszechną krytyką i w efekcie została odrzucona. Poza tym legitymacja władzy Freire'a była kwestionowana przez kościół katolicki. Dlatego też w roku 1825 pracę podjął nowy kongres, który jednak nie został uznany przez administracje regionalne Concepción i Coquimbo. Freire opuścił Santiago, aby znowu poświęcić się walce przeciw Hiszpanom na wyspie Chiloé. Kiedy powrócił, dowiedział się, że kongres opowiedział się przeciw jego rządom i zadeklarował odsunięcie go od władzy.
Freire'owi udało się zażegnać niepokoje i na czele nowego dowództwa 1826 trzeci raz wyruszył w kierunku Chiloé. Tym razem pokonał on ostatecznie resztki oddziałów hiszpańskich i powrócił jako zwycięzca do stolicy. Nie zważając na jego militarne sukcesy, kongres znowu opowiedział się przeciw niemu i tym razem powstańcy zmusili go 9 lipca 1826 do ustąpienia i powołali jednocześnie na jego następcę na nowo utworzonym urzędzie prezydenta Chile Manuela Blanco Encaladę. Ten został 9 września 1826 zastąpiony przez Agustína Eyzaguirre'a.
W styczniu 1827 liberalni federaliści podnieśli broń przeciwko rządowi i pod rozkazami pułkownika Enrique Campino dokonali przewrotu. Wskutek szybkich działań wojennych udało im się 1 lutego 1827 powołać Freire'a na tymczasowego prezydenta. Ten 8 maja 1827 znowu ustąpił i przekazał urząd swojemu zastępcy, wiceprezydentowi Francisco Antonio Pinto Díazowi.

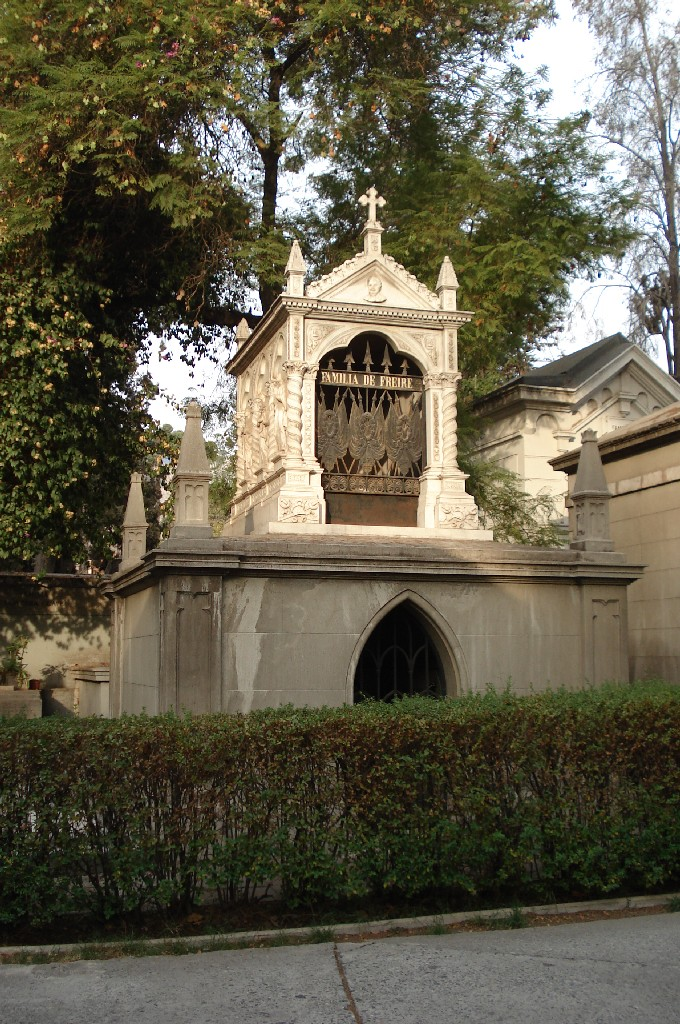
Grobowiec Ramóna Freire i jego rodziny na Cmentarzu Generalnym w Santiago

Freire odciął się całkowicie od sporów politycznych i osiadł w swoim majątku Cuchacucha.

## Po ustąpieniu ze stanowiska
Kiedy pod rządami prezydenta Pinto zaostrzał się konflikt między liberalnymi federalistami a konserwatywnymi centralistami i kiedy w 1829 doszło do wybuchu wojny domowej, Freire powrócił do życia publicznego. Liberalny rząd ustanowił go dowódcą oddziałów, które walczyły przeciw konserwatywnym siłom José Joaquín Prieto Viala. Wojna osiągnęła apogeum w bitwie pod Lircay, w której to całkowicie zostały rozgromione liberalne wojska piechoty pod dowództwem Freire'a.
Konserwatyści wygnali Freire'a do Peru, skąd kontynuował walki przeciw nowemu rządowi. W 1836 podczas wojny Chile z konfederacją peruwiańsko-boliwijską rozpoczął militarne działania, jednak jego atak został odparty przez chilijskie wojska ekspedycyjne pod dowództwem gen. Manuela Bulnesa Prieto. Freire dostał się do chilijskiej niewoli i został ponownie skazany na wygnanie, tym razem daleko na jedną z wysepek Pacyfiku. Stamtąd przedostał się na Tahiti.
W 1842 mógł wrócić do kraju dzięki amnestii ogłoszonej przez swojego dawnego wojskowego przeciwnika, a potem także chilijskiego prezydenta Bulnesa. W życiu publicznym nie odegrał już jednak żadnej roli. Zmarł w 1851 w wieku 64 lat.